# 叶汉荣
叶汉荣（英語：Yip Hon Weng，1977年—），新加坡華裔政治人物，现任新加坡国会杨厝港单选区议员。

## 教育经历
叶汉荣凭借新加坡公共服务委员会颁发的留学奖学金，负笈英国拉夫堡大学，获体育、运动科学及数学（一等荣誉）学士文凭，并参加埃克塞特大学的教师培训，获学位教师教育证书课程证书。之后在多家高校攻读硕士，包括哈佛大学行政、规划和社会政策与国际教育硕士学位、新加坡国立大学知识工程硕士学位、南洋理工大学金融工程硕士学位及卡内基梅隆大学的限定项目，之后凭麻省理工学院的行政服务研究生奖学金攻读企业管理硕士学位，兼获斯隆奖。

## 生涯

### 早期生涯
毕业后，叶汉荣在岗丽中学教体育和数学。之后历任教育部、人力部、国防部、卫生部及国家发展部行政，负责管理及政策事务。他也是新加坡公共服务署的职员。2014年，总理李显龙在国庆日机会上宣布成立新加坡社区事务署，叶汉荣是创始团队一员。另外，他也是护联中心关爱乐龄办事处的总署长，兼任卫生部顾问（护联中心）。

### 政治
2020年新加坡大选，叶汉荣代表人民行动党参与杨厝港单选区的角逐，对阵新加坡前进党，最终凭借61%的有效票胜选，成为该选区的第14届新加坡国会议员。

## 个人生活
叶汉荣已婚，有五个孩子。